# Station Puławy Miasto
Station Puławy Miasto is een spoorwegstation in de Poolse plaats Puławy.